# Lillian Lieberman
Lillian Liberman Shkolnikoff, es una cineasta y directora de diferentes cortometrajes, conocida por su documental Visa al Paraíso. Es mexicana e hija de padres judíos,

## Biografía
Estudió en la UNAM Letras Modernas en la Facultad de Filosofía y Letras, al finalizar sus estudios y obtener su licenciatura, ingreso a una Maestría en lingüística en Francia, donde, entre otras cosas participó en el movimiento feminista de los 70´s que logró despenalizar el aborto y abrir la conciencia sobre la violación. Fue alumna de Armand Mattelart durante dos años de postgrado en Ciencias de la Información y la documentación. A su regreso a México estudió cine en el Centro de Capacitación Cinematográfica y en el Centro de Estudios Cinematográficos de la Universidad Nacional Autónoma de México,
En 1992, fundó una Asociación Civil Yaocíhuatl A.C. para producir videos y capacitaciones en defensa de la infancia y la adolescencia. Esta organización desapareció y fundó otra en 2005 que se llama SHOTTAMA A.C.
Perteneció al colectivo feminista Cine-Mujer, un espacio para promover la difusión y unir esfuerzos en los proyectos fílmicos de las mujeres.
En 1992 fundó la organización Yaocíhuatl que significa Mujeres Guerreras. la meta de esta organización era sensibilizar a los niños y a las familias acerca del problema de los abusos sexuales infantiles (El árbol de Chicoca), para identificar víctimas de abuso y prevenir la violencia sexual, física y psicológica (Me lo dijo un pajarito) que sufren los niños. Desde esta A.C. produjo también los videos de prevención del embarazo adolescente (La Foto del recuerdo) y prevención de las adicciones (Contr-Adicciones) desde una perspectiva que des-estructura los patrones inconscientes de la repetición mecánica culturalmente aceptada. En todos sus videos aborda siempre las diversas formas de maltrato a la infancia y a la adolescencia por lo que creó un currículum para capacitar a maestros de la SEP, psicólogos, pedagogos y gente que se ocupa de la infancia, para poder trabajar los temas de abuso en el contexto escolar, familiar y terapéutico. Durante 14 años esta organización capacitó a cientos de personas dentro y fuera de la SEP y abrió el discurso sobre el abuso sexual infantil en una época en la que todavía era un tabú y no se tenía aún conciencia de los efectos de este tipo de traumas en la vida de las personas y de la necesidad de una inteligencia emocional para tener una vida plena.], 
En 2005 funda otra organización desde la cual continúa su labor de capacitaciones a personas que trabajan directamente con niños y adolescentes con colaboración de Josefina Reséndiz en Puebla.
En 2009-2010 produce, y dirige la película Visa al Paraíso con base en las entrevistas que le había hecho a Gilberto Bosques en 1992, cuando él tenía 100 años. En 2016, el Colegio de México publica toda la investigación realizada para la producción de esta película en un libro que lleva por título De Viva Voz, Vida y Obra de Gilberto Bosques

## Premios
Con “El Árbol de Chicoca”, obtuvo tres premios, dos en el 2º Festival de Cine Infantil de Uruguay, julio de 1993 por parte del Bureau Catholique de l'Enfance, otro de UNICEF/Uruguay por el voto infantil que asistió al Festival y el otro en La Habana, Cuba, otorgado por La Casa de las Américas al haber sido considerado el mejor trabajo pedagógico presentado en el 51 Congreso de Pedagogía.
La Película Visa al Paraíso obtuvo la Mención Especial a la mejor Ópera Prima del jurado de DOCSDF en octubre del 2010, y una mención por haber quedado como finalista entre los mejores documentales presentados por DOCSDF en el mismo Festival. Le fue otorgado el premio del público en las 13es RENCONTRES DU CINÉMA SUD-AMÉRICAIN en abril del 2011. También recibió el premio a la mejor investigación del Festival Pantalla de Cristal en julio del 2011, el premio de mejor documental en el Binational Film Festival en julio de 2011. Esta película ha sido exhibida en Jornadas Culturales que representan a México en casi todo el mundo.

## Filmografía
- 2010, Visa al paraíso,[1] documental 108 minutos
- 2002, Contr-Adicciones ficción 43 minutos
- 2000, La Foto del Recuerdo, ficción 33 minutos
- 1995, Todos somos responsables ficción 2 minutos(prevención de robo de niños)
- 1994, Me lo dijo un pajarito, ficción (con títeres) 15 minutos
- 1992, El Árbol de Chicoca, ficción (con títeres) 24 minutos
- 1986, Lo mejor de presencia universitaria, serie documental
- 1984, Amanecer[8]
- 1983, Lugares comunes
- 1980, Espontánea belleza. Nominada al Ariel de mejor cortometraje de ficción y a las Diosas de Plata de 1981